# Lunca Mărcușului
Lunca Mărcușului – wieś w Rumunii, w okręgu Covasna, w gminie Dobârlău. W 2011 roku liczyła 358 mieszkańców.